# 雲林縣虎尾鎮拯民國民小學
雲林縣虎尾鎮拯民國民小學首創於1948年，亦簡稱拯民國小，係臺灣雲林縣虎尾鎮一所公辦民營的國民小學，由財團法人誠致教育基金會辦理經營。誠致基金會將此校部署為KIST（英語：KIPP-Inspired School in Taiwan）學校，在此校採取KIPP式教學。現任校長為林宜諴。
其校名是為了紀念殉國的中華民國空軍將領葉拯民。

## 歷史
前「中央航空學校」校長周至柔將軍在民國二十三年（1934年）夏遴聘陳鴻韜為校長，在浙江筧橋創立「空軍子弟學校」。1937年第二次中日戰爭爆發，該校遷至四川省成都市，直到戰爭結束後的1947年2月21日才在首都南京市八府塘復課。
1949年1月8日因中國國民黨領導的中華民國政府在國共內戰失利，本校遷往台灣省，部份空軍眷屬也遷居該省雲林縣虎尾眷村，當時由陳鴻韜校長先行於3月1日在虎尾機場復課，是虎尾空軍子弟學校的前身。同年五月，臺北校舍落成，虎尾的教職員工及部份學生則移往臺北，並更名為「空軍總司令部附設臺北小學」；虎尾校址仍以台北小學分校之名繼續，由陳岳如任分校主任。
1950年8月，虎尾基地劃歸空軍官校，本校亦奉令改制，獨立為「空軍總司令部附設虎尾小學」，配屬於官校。空軍總司令部派趙景周為第一任校長，並於同年秋遷至虎尾建國三村現址。
1951年2月，本校在雲林縣政府辦妥立案手續，增加學生兩班。1966年秋，空總各小學移交地方政府接辦，為紀念空軍先烈，全臺十三所空小均以之命名，本校校名即由殉國的空軍將領、黑蝙蝠中隊成員葉拯民之名而來。該年8月1日，本校正式由雲林縣政府接辦，校名改稱為「雲林縣虎尾鎮拯民國民學校」，首任校長由劉進德接任。1968年，因實施九年國民義務教育而改制，稱為「拯民國民小學」。
2011年8月1日，因學生過少併入臨校，改制為大屯國小拯民分校，校產被麥寮高中接收。2017年8月1日，拯民分校再次獨立，復名拯民國小，由雲林縣政府委託財團法人誠致教育基金會辦學。誠致基金會在此校試用KIPP式（英語：Knowledge Is Power Program；原意「知識就是力量」）教學以吸引學生就讀。

## 校園
拯民國小位在眷村建國三村，校園內設有「龜式防空洞」，還有葉拯民的紀念銅像，校方更設立「黑蝙蝠光陰迴廊」讓學生了解葉拯民和黑蝙蝠中隊的歷史。

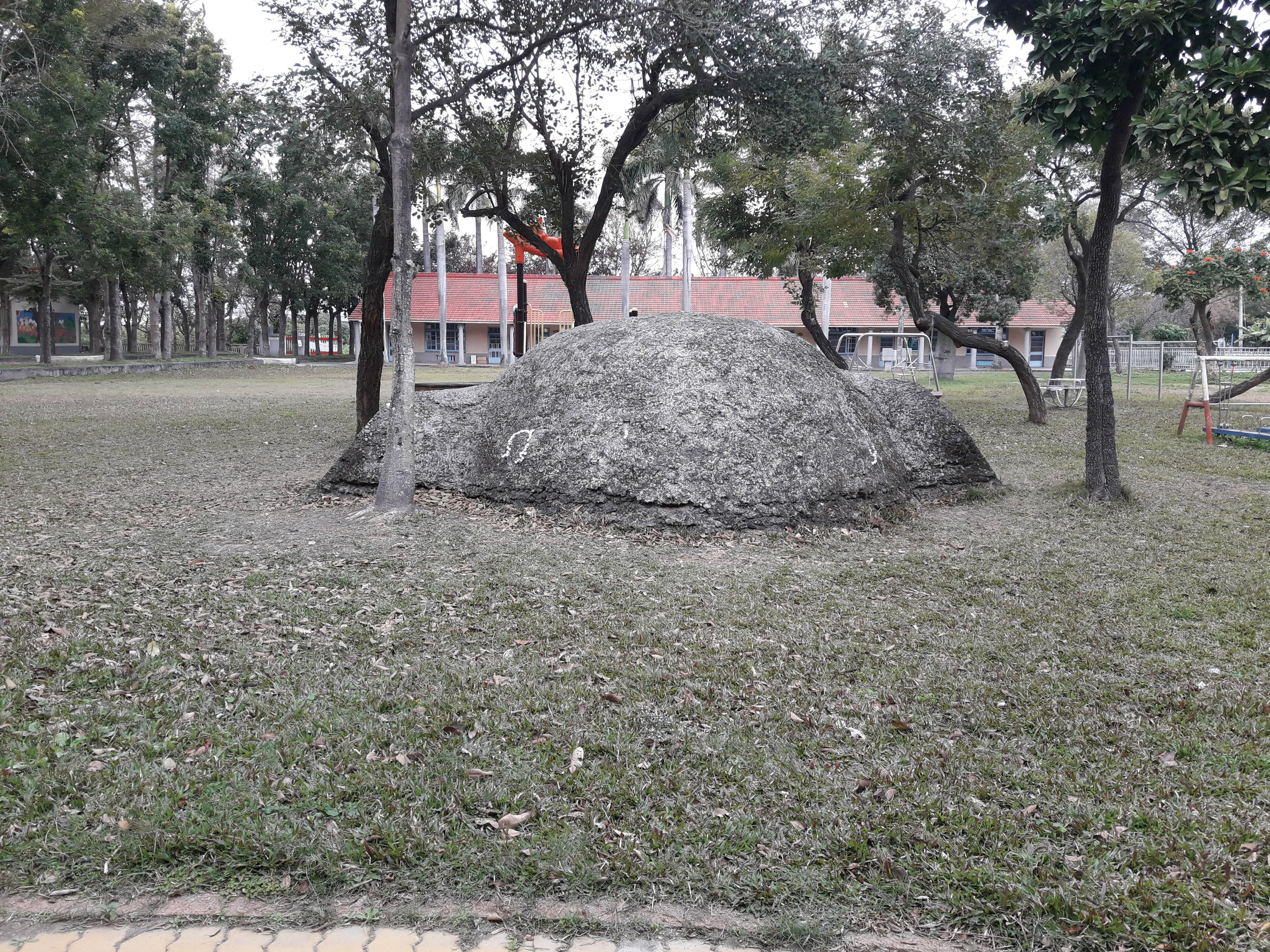
龜式防空洞
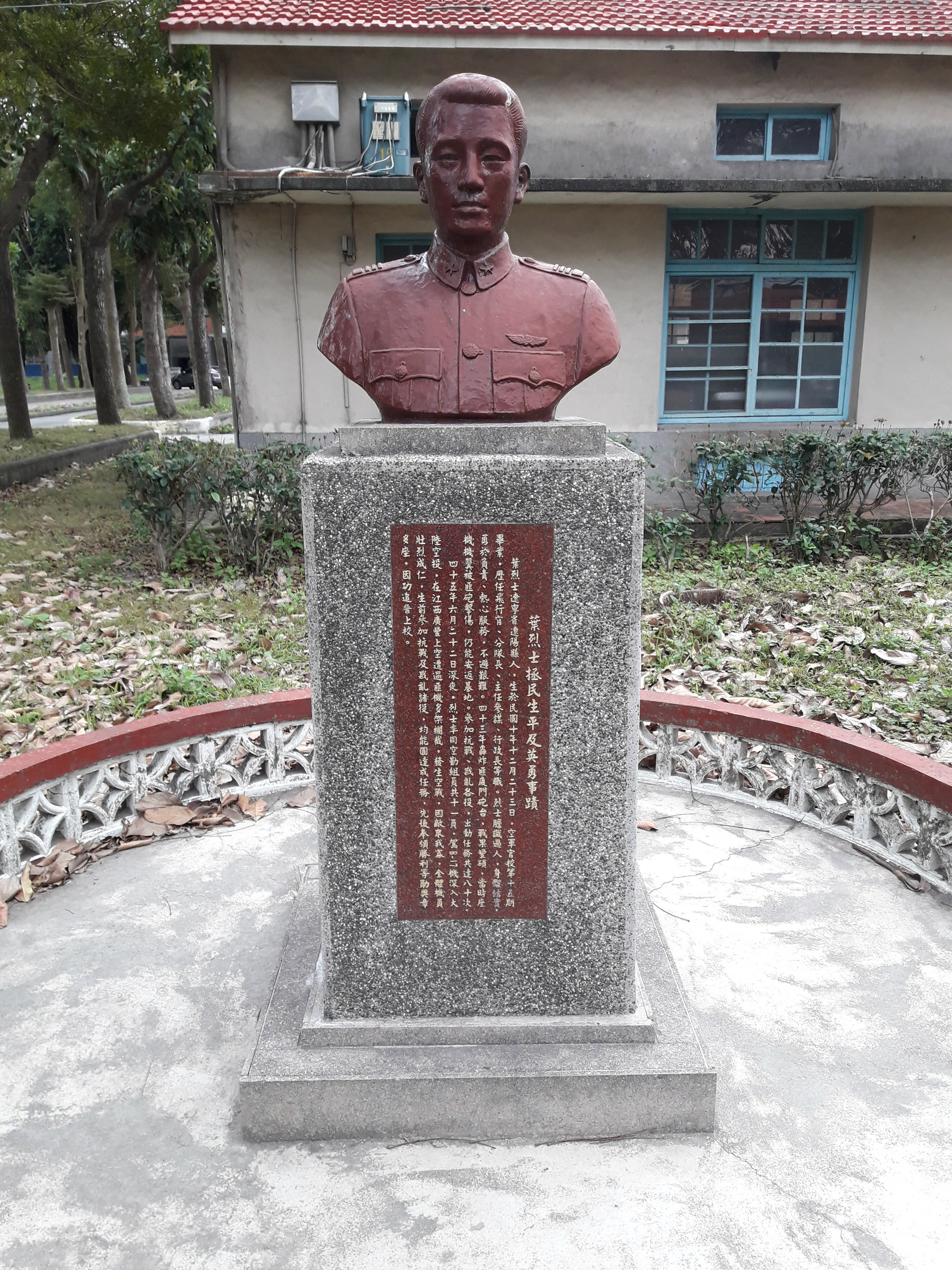
紀念銅像
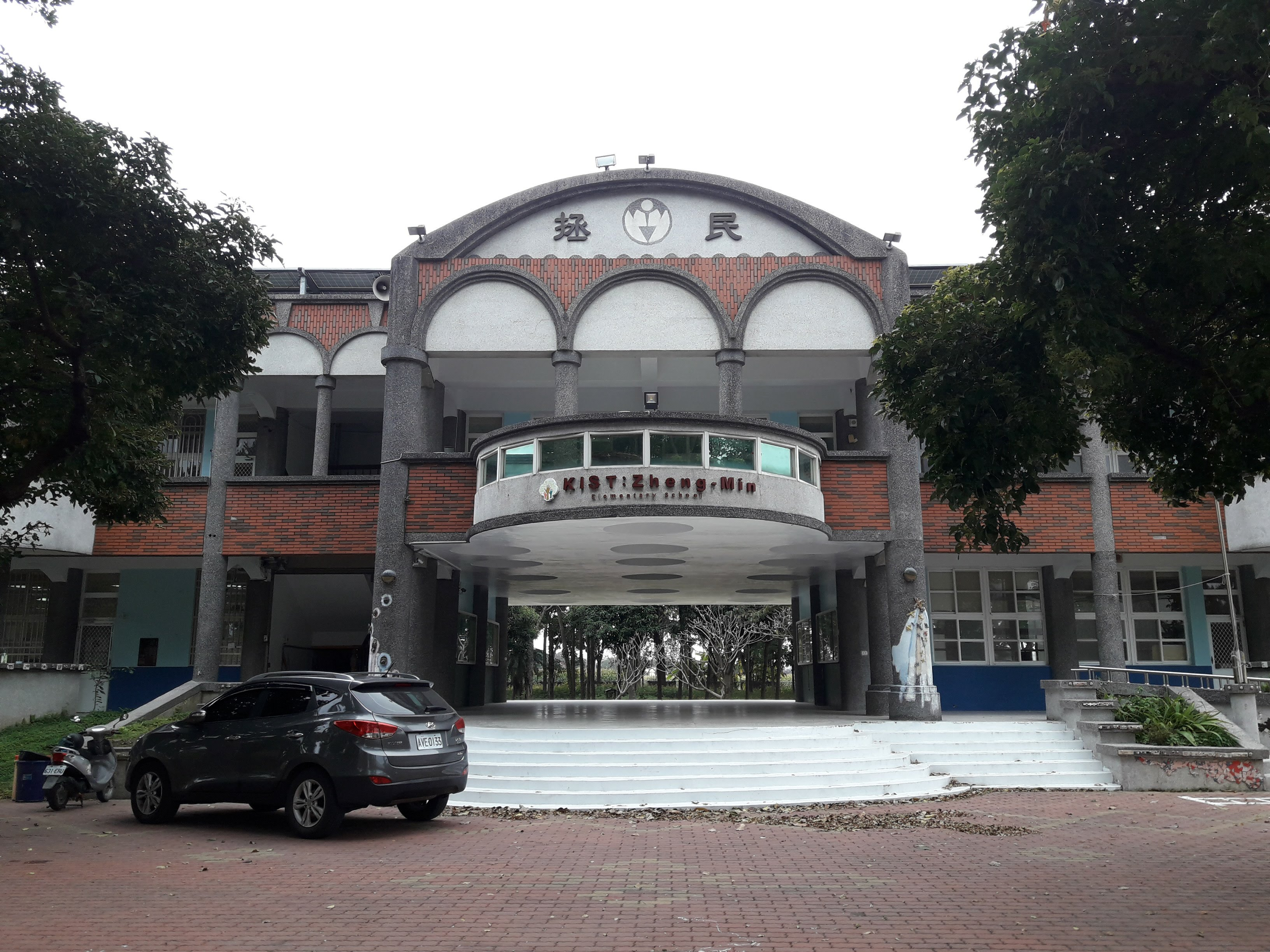
教學大樓